# Groupe BPCE
Groupe BPCE es un grupo bancario francés, formado por la fusión en 2009 de CNCE (Caisse nationale des caisses d'épargne) y BFBP (Banque fédérale des banques populaires), tiene más de 8200 sucursales en todo el país bajo sus respectivas marcas que atienden a casi 40 millones de clientes. A través de sus subsidiarias (incluida Natixis), brinda servicios de financiamiento bancario, financiero e inmobiliario a personas, profesionales, pequeñas y medianas empresas, grandes empresas e instituciones en Francia e internacionalmente.
Ofrece diversos productos de depósito y préstamo a pequeñas y medianas empresas, artesanos, franquiciados y franquiciadores; servicios de recaudación y gestión de ahorros, crédito, pago y gestión patrimonial; y financiación inmobiliaria y servicios bancarios corporativos. La compañía también ofrece productos de bancaseguros, incluyendo seguros de vida y pensiones que comprenden seguros de automóvil y hogar, protección legal, garantía de accidentes de vida, seguro complementario de salud, profesionales de la asistencia social y las pensiones colectivas de jubilación y salud, así como seguros de crédito y garantías a particulares, profesionales, profesionales inmobiliarios y empresas.
En julio de 2016, el grupo anunció la compra de Fidor Bank, un banco retador fintech, que opera en el Reino Unido y Alemania; en noviembre de 2018 comenzó a trabajar para venderlo nuevamente.
El actual director general de Groupe BPCE es Laurent Mignon.

## Aspectos financieros destacados a junio de 2010
- Capital de nivel 1: 41 000 millones de euros
- Ratio de nivel 1: 9,6%
- Activos totales: 1.124 millones de euros
- Redes Banque Populaire y Caisse d'épargne
- Préstamos: 288 000 millones de euros
- Depósitos: 511 000 millones de euros[6]

## Controversia
En 2010, la Autorité de la concurrence del gobierno francés (departamento está a cargo de regular la competencia) multó a once bancos, incluido Groupe BPCE, un total de 384.9 millones de euros por colusión al cobrar comisiones injustificadas al procesar cheques, especialmente por tarifas adicionales cobradas durante la transición de la transferencia de cheque en papel a la transferencia electrónica "Exchanges Check-Image".